# Appartement du roi

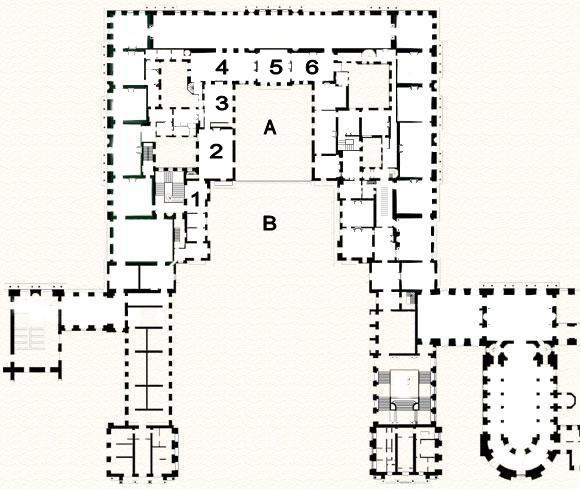
Mappa de l'Appartement du roi:
1 Vestibolo o loggia
2 Salle des gardes
3 Première antichambre (salon du grand couvert)
4 Salon de l’œil de bœuf (formalmente seconda anticamera / anticamera di Bassano e camera del re)
5 Chambre de Louis XIV (formalmente salon du roi)
6 Salon du conseil (formalmente gabinetto dei vetri e gabinetto delle erme)
A Cour de marbre
B Cour royale

L'appartement du roi è una serie di stanze della Reggia di Versailles che vennero utilizzate come residenza da Luigi XIV. Sovrastanti la cour de marbre, queste stanze sono situate nella parte più antica del palazzo, in ambienti originariamente designati all'uso della regina nel castello di Luigi XIII. Per la loro poca praticità e con l'avvio dei lavori per la costruzione della Galleria degli Specchi, Luigi XIV iniziò a rimodellare queste stanze poco dopo la morte della moglie Maria Teresa nel 1684.  L'appartement du roi cambiò così di aspetto e altri lavori si compirono sotto i regni di Luigi XV e Luigi XVI.
Inizialmente, l'appartement du roi era composto di un gruppo di otto stanze che partivano dallo scalone della regina (escalier de la reine). Il numero di ambienti venne ridotto a sette dopo il 1701 e nel 1755 vennero nuovamente ridotti a sei.

## Vestibule
Il vestibule è rivestito di marmo e prende luce da due finestre che si aprono sulla cour royale. Nel 1701, con l'intenzione di fornire più luce alla scalinata, venne aperta una finestra nel muro a sud, creando così una loggia dal vestibolo. Durante l'ultima parte del regno di Luigi XIV, lo scalone della regina ed il vestibolo erano utilizzati come entrata all'appartement du roi, al grand appartement de la reine, ed all'appartamento di Madame de Maintenon.

## Salle des gardes du roi
La  salle des gardes du roi era utilizzata per accogliere le Garde du corps du roi – le guardie del corpo del re. Tra le decorazioni di questa stanza si ricorda la "Battaglia di Leuze, 18 settembre 1691", un grande quadro posto sopra il camino in marmo. Due grandi candelieri blasonati con il monogramma del re completano la decorazione. La natura pratica della stanza è evidenziata dalla presenza di panchine di legno, letti da campo e altri oggetti utilizzati dalle guardie che dovevano stazionare nella stanza tutto il giorno. Ogni lunedì veniva posto al centro di questa stanza un tavolo rivestito di una coperta dorata sulla quale Luigi XIV personalmente accettava le petizioni che gli giungevano.

## Première antichambre
La première antichambre o salon du grand couvert (conosciuta durante il regno di Luigi XIV anche col nome di la salle ou le roy soupe) è aperta da tre finestre sulla cour de marbre (nord) e con tre finestre sulla cour de la reine (sud). La decorazione della stanza consiste in scene di battaglia dipinte da Joseph Parrocel tra le quali la “Battaglia di Arbela”. Dopo la morte della regina e della delfina, la stanza veniva utilizzata per quando Luigi XIV cenava da solo in pubblico: da qui il grand couvert, un grande tavolo con una singola sedia nei pressi del fuoco. Il muro opposto al camino conteneva originariamente una tribuna per i musici, ma venne chiusa nel XVIII secolo.
|                                           | |                                          |
| “Salle des gardes du roi” Charles Le Brun | “La Battaglia di Leuze, nella quale combatté la Gardes du corps du roi, 18 settembre 1691” ca. 1691 di Joseph Parrocel | “Salon du grand couvert” Charles Le Brun |

|                                                                                                |                                                                   |                                                                                                | | |                                                                                        |
| “Cavalieri si dissetano dopo la battaglia” ca. 1687 di Joseph Parrocel, (1646–1704) Muro a sud | “Cavalieri in combattimento” di Joseph Parrocel muro a sud, ovest | “Carica di cavalleria presso le mura di una città” ca. 1687 di Joseph Parrocel muro a sud, est | “Alessandro il Grande sconfigge Dario nella battaglia di Arabel” ca. 1687 di Joseph Parrocel, sopra il camino | “Cavalieri che traggono prigionieri dopo la presa di una città” ca. 1687 di Joseph Parrocel, muro a nord | “Carica di cavalieri con un cavaliere caduto” ca. 1687 di Joseph Parrocel, muro a nord |

## Deuxième antichambre
La deuxième antichambre e la chambre du roi formavano parte degli appartamenti della regina, ma nel 1684 dopo la morte di Maria Teresa d'Asburgo-Spagna, Luigi XIV aggiunse questi appartamenti ai propri.
La deuxième antichambre era utilizzata come sala d'attesa per i cortigiani che assistevano alla lever del re nella chambre du roi li a fianco. Questa sala è conosciuta anche col nome di Anticamera di Bassano per il gran numero di dipinti dell'artista Jacopo Bassano presenti sui muri della stanza. Sul camino il famoso “Noli me tangeres” di Lambert Sustris. Nel 1701 la deuxième antichambre e la chambre du roi vennero combinate a formare il salon de l'œil de bœuf, che divenne la principale anticamera per la nuova camera da letto del re.
|                                          |
| “Salon de l’œil de bœuf” Robert de Cotte |

|                                                                  |                                                                                       |
| Noli me tangere, seconda metà del XVI secolo, di Lambert Sustris | Lo svenimento di Ester, ultimo quarto del XVI secolo, di Paolo Caliari detto Veronese |

Il nome della sala è dovuto alla forma ovale della finestra presente nella parte sud del soffitto, il salon de l'œil de bœuf mostra decorazioni a stucco di grande pregio con la presenza di putti danzanti. A livello artistico questa sala svolge la funzione di transizione tra lo stile alla Versailles presente nella Galleria degli Specchi ed un più rilassato stile Luigi XV. Luigi XIV non badò a spese per la decorazione di questa stanza. Oltre a preziosi specchi veneziani si trovano due dipinti di Paolo Veronese, “Lo svenimento di Ester" e "Giuditta con la testa di Oloferne", oltre a mobili laccati contribuiscono a rendere questa una delle stanze più sontuose dell'appartement du roi.
Quando Luigi XIV si spostò nella chambre du roi nel 1684, la stanza successiva venne designata col nome di salon du roi o salon où le roi s'habille. Per 17 anni questa stanza servì per le cerimonie che ruotavano attorno alla vita privata del re come ad esempio la lever ed il coucher.

## Chambre de Louis XIV
La chambre de Louis XIV venne costruita nel 1701 sul precedente salon du roi, datato all'epoca di Luigi XIII. Questa stanza fu soggetta a un gran numero di modifiche sotto il regno di Luigi XIV, di cui la più significativa si situa nel 1678 quando vennero chiuse le finestre ad ovest che si aprivano sulla terrazza dove venne costruita poi la Galleria degli Specchi. Quando la chambre de Louis XIV venne aperta nel 1701, la stanza divenne il punto focale ideologico e fisico del palazzo.
|                                             |                                                                 |                                                                          |
| Maria Maddalena ca. 1628-1629 di Guido Reni | Santa Cecilia ca. primo quarto del XVII secolo, del Domenichino | Re Davide suona l'arpa ca. primo quarto del XVII secolo, del Domenichino |

Per economia, Luigi XIV mantenne molti dei decori del precedente salon du roi nella nuova camera. Tra i dipinti presenti sopra le porte si trovano Ritratto di  Francisco de Moncada e un Autoritratto di Anthony van Dyck, San Giovanni Battista di Caravaggio, e Maria Maddalena di Guido Reni. Una Santa Cecilia del Domenichino si trova invece incorniciata nel muro sud sopra il camino, mentre sul muro opposto si trova Re Davide che suona l'arpa dello stesso artista.
Il muro ad ovest divenne la parte della sala dedicata all'alcova, area separata dal resto della stanza da una balaustra dietro la quale si trovava fisicamente il letto del re. La decorazione dell'alcova, con ornamenti e volute a scultura, anticipa per molti aspetti lo stile Régence che diverrà di moda tra il 1715-1723. Coronano il letto delle sculture di Nicolas Coustou, la Francia trionfante, che è completata da due sculture rappresentanti la Fama ad opera di François Lespingola.
|                                        |
| “Chambre de Louis XIV” Robert de Cotte |

Il broccato attuale presente alle pareti è stato rifatto per iniziativa della Quinta Repubblica durante i lavori di restauro del palazzo. Il broccato originale venne restaurato per la prima volta nel 1736 e nel 1785 Luigi XVI diede ordine di bruciare la stoffa da parati presente nella stanza per ricavarne 60 chilogrammi d'oro. L'attuale stoffa presente riproduce accuratamente quella del periodo di Luigi XIV. Il 1º settembre 1715 Luigi XIV morì in questa stanza.

## Cabinet du conseil
Il cabinet du conseil iniziò ad essere utilizzato come camera di consiglio dalla costruzione del Salone della Guerra che occupava il sito del Salone di Giove, la precedente camera di consiglio di Luigi XIV. Inizialmente indicato come cabinet du roi dal 1684, con il rimodellamento degli appartamenti nel 1701, questa stanza ricevette una nuova decorazione e venne decorata con pannelli a specchio. Con la ridecorazione, la sala venne ribattezzata cabinet des glaces. Malgrado il lusso degli specchi, la stanza era arredata in modo essenziale e pratico. Oltre al tavolo centrale ricoperto di velluto ad uso del consiglio privato del re, vi erano tre poltrone e 12 sedie ed un particolare triclinio che Luigi XIV utilizzò nel 1686 nel periodo successivo all'operazione per fistola anale che dovette subire.
Di tutte le stanze dell'appartement du roi, questa stanza esprimeva il gusto personale di Luigi XIV. Oltre alla collezione di gemme, vi erano qui opere di Nicolas Poussin e di Giovanni Lanfranco sui muri così come sul clavicembalo. La natura personale di questa stanza era dovuta al fatto che essa rappresentava a tutti gli effetti il governo di Luigi XIV sulla Francia. Qui si tenevano i consigli, scrittori e cantori della storia e della gloria del Re Sole venivano ricevuti in questa stanza, oltre alle udienze private.
L'ultima stanza degli appartement du roi era il cabinet des termes – così chiamata per le decorazioni di 20 erme – anche detta cabinet des perruques, in quanto questa era la stanza ove erano conservate le numerose parrucche di Luigi XIV. Oltre alle erme dorate che decorano i muri, le porte erano coperte di specchi. La stanza era utilizzata anche come camerino dal re in quanto era solito cambiarsi almeno quattro volte al giorno.
Il cabinet des glaces ed il cabinet des perruques scomparvero nel 1755 quando Luigi XV ordinò l'allargamento e la ridecorazione della camera del consiglio così come la vediamo oggi.
Nel 1748, di modo da dare adito alla costruzione del nuovo cabinet du roi al terzo piano, Luigi XV abbassò di un metro il soffitto del cabinet des glaces. Le nuove dimensioni della stanza necessitarono una completa ridecorazione della stessa. L'anno successivo venne installato un nuovo camino e quello del periodo di Luigi XIV venne inviato al Compiègne. Nel 1755, durante l'installazione della terrazza nella cour des cerfs, Luigi XV decise di allargare la sala del consiglio incorporandovi il cabinet des perruques. Questa stanza di maggiori dimensioni venne disegnata da Ange-Jacques Gabriel con pannelli scolpiti ad opera di Jules-Antoine Rousseau. I pannelli vennero scolpiti con simboli propri del governo: trofei di pace e guerra, attributi d'esercito, della marina, di giustizia e con insegne della monarchia.